# Nyíregyháza Spartacus FC
Der Nyíregyháza Spartacus Football Club ist ein Fußballverein aus Nyíregyháza, einer Stadt im Nordosten Ungarns mit ca. 115.000 Einwohnern. Der Verein ging 1959 aus der Fusion der Vereine Spartacus, gegründet 1928, und Építők hervor und trug seine Heimspiele bis in das Jahr 2021 im Városi-Stadion (deutsch Städtisches Stadion) aus, das ein Fassungsvermögen von 10.500 Zuschauern hatte. Die Fans nennen den Verein Szpari. Die Vereinsfarben sind rot und blau.
Nyíregyháza Spartacus stieg 1980 zum ersten Mal in die erste ungarische Liga auf, die Nemzeti Bajnokság I., und konnte sich seinerzeit bis 1984 dort halten. Der Verein war auch von 2000 bis 2002 sowie in der Saison 2004/05 Mitglied der höchsten Spielklasse. Nach der Saison 2006/07 stieg Spartacus erneut in die NB I. auf. Zur Saison 2014/15 schafften sie erneut den Sprung in das ungarische Fußball-Oberhaus. Sie stiegen aber wegen eines Lizenzentzuges nach dieser Saison in die dritte Liga ab.